# حسین مشرف اصفهانی
میرزا حسین مُشرِف اصفهانی، از شاعران دورهٔ صفویه بود. او مباشر معاملات دیوانی بوده و گفته می‌شود طبع شوخی داشته‌است و به گفتن اشعار مهمل و بی‌معنی شهرت یافته بود.
مشرف اصفهانی مدعی شد که می‌تواند پنج مثنوی به وزن خمسه نظامی و خمسهٔ امیرخسرو دهلوی به نظم درآورَد به‌گونه‌ای که حتی یک بیت آن معنی نداشته باشد. مقرر شد که اگر از عهدهٔ این کار بربیاید، به‌ازای هر بیت، مثقالی سیم ناب دریافت کند، و اگر بیتی معنی داشت، برای هر بیتی یک دندان از او بکَنند و بر مغزش بکوبند. پس از اتمام مثنوی‌ها، به سه بیت او معنی بستند و سه تا از دندان‌هایش را کندند و بر سرش کوفتند و بقیه را به وعده وفا کردند.
برخی از آن ابیات بر این ترتیب است:
| اگر عاقلی بخیه بر مو مزن     |  | به‌جز پنبه بر نعل آهو مزن.     |
| ابلیس که گشته در بدی افسانه  |  | بیچاره سگی‌ست بر در جانانه     |
| گر بیند اهل و آشنا مانع نیست |  | مانع شود آن را که بُوَد بیگانه. |
| ز افسارِ زنبور و شلوارِ ببر    |  | توان پخت حلوا و لیکن به صبر   |